# Nolan Adekunle
Nolan Adekunle (* 25. April 2002) ist ein deutscher Basketballspieler.

## Werdegang
Adekunle spielte als Kind Basketball beim TSV Spandau 1860, 2016 wechselte er in die Nachwuchsabteilung von Alba Berlin. Er spielte zwischenzeitlich für Higherlevel Berlin, einer Mannschaft mit Beteiligung der Vereine BG Zehlendorf, SSC Südwest Berlin und Alba Berlin. 2018 wurde er mit Alba Berlin deutscher U16-Meister. In der Saison 2018/19 kam er auch bei Alba Berlin II in der 1. Regionalliga Nord zum Einsatz, ab 2019 spielte er beim SSV Lokomotive Bernau (2. Bundesliga ProB). In der Saison 2020/21 musste er lange wegen Rückenbeschwerden pausieren. Nachdem er zunächst mit Doppellizenz in Bernau und im Nachwuchs bei Alba Berlin gespielt hatte, lief er ab 2021 ausschließlich für Bernau auf und war im Spieljahr 2021/22 mit 9,3 Punkten je Begegnung Leistungsträger der Lok.
Im August 2022 gab Bundesligist Skyliners Frankfurt Adekunles Verpflichtung bekannt. Im Oktober 2022 verschaffte Frankfurts Trainer Geert Hammink Adekunle seinen Einstand in der Basketball-Bundesliga. Adekunle verpasste mit Frankfurt im Spieljahr 2022/23 den Klassenerhalt in der Bundesliga. Er strebte anschließend einen Vereinswechsel an, während die Frankfurter auf die Einhaltung des bestehenden Vertrags pochten und vom Amtsgericht Frankfurt sowie später vom Hessischen Landesarbeitsgericht Recht bekamen. Dennoch nahm Adekunle zwischenzeitlich im August 2023 als Gastspieler am Trainingsauftakt des Bundesligisten Niners Chemnitz teil. Im November 2023 spielte er dann wieder für Frankfurt, mittlerweile in der zweiten Liga. Anfang Juni 2024 wurde er mit Frankfurt Zweitliga-Zweiter, damit gelang dem Verein die Rückkehr in die höchste deutsche Spielklasse.
Zur Saison 2024/25 wechselte Adekunle zum Zweitligisten Gladiators Trier.

### Nationalmannschaft
Adekunle erhielt 2024 die Einberufung in die deutsche A2-Nationalmannschaft.